# Arsène Vaillant
Arsène Vaillant (ur. 13 czerwca 1922 – zm. 30 kwietnia 2007 w Biesme-sous-Thuin) – belgijski piłkarz grający na pozycji lewego obrońcy. Był reprezentantem Belgii.

## Kariera klubowa
Swoją karierę piłkarską Vaillant rozpoczął w klubie White Star Woluwé, w którym w sezonie 1939/1940 zadebiutował pierwszej lidze belgijskiej i grał w nim do 1947 roku.
W latach 1947–1955 Vaillant grał w RSC Anderlecht. Pięciokrotnie wywalczył z nim mistrzostwo Belgii w sezonach 1948/1949, 1949/1950, 1950/1951, 1953/1954 oraz 1954/1955. Dwukrotnie został wicemistrzem kraju w sezonach 1947/1948 i 1952/1953.

## Kariera reprezentacyjna
W reprezentacji Belgii Vaillant zadebiutował 24 grudnia 1944 w przegranym 1:3 towarzyskim meczu z Francją, rozegranym w Paryżu. Od 1944 do 1951 rozegrał w kadrze narodowej 12 meczów i strzelił 1 gola.